# IFK Luleå
El IFK Lulea es un equipo de fútbol de Suecia que juega en la Division 1 Norra, una de las ligas que conforman la tercera categoría de fútbol en el país.

## Historia
Fue fundado en Lulea en 1900 y logró jugar en la Allsvenskan por primera vez en la temporada de 1971, pero ese fue su debut y despedida de la máxima categoría tras quedar en último lugar entre 12 equipos y descendió a la Division 1 Norra junto al IF Elfsborg.
Posterior a su fugaz aparición en la máxima categoría, el club ha militado principalmente en la Division 1 Norra tanto como liga de segunda categoría como cuando pasó a ser liga de tercera división.
 Entre 1986 y 1989 el club se fusionó con el Luleå FF y nació el Lulea FF/IFK, pero se deshizo la fusión tras tres temporadas.

## Palmarés
- Division 2 Norrland: 2

2001, 2010
- Division 3 Norra Norrland: 1

2000

## Clubes afiliados
- Norrbottens FF.[5]